# 风月宝鉴
風月寶鑑，是小說《紅樓夢》中提及到一個書名，也是小說《紅樓夢》中的一個雙面鏡子，賈瑞最後就是照了鏡子淫心大動而亡。在脂本（《脂硯齋重評石頭記》）第一回有這樣一段話和脂批：“東魯孔梅溪則題曰《風月寶鑑》。【甲戌眉批：雪芹舊有《風月寶鑑》之書，乃其弟棠村序也。】”
據此，紅學界理解為：
1. 《風月寶鑑》是《紅樓夢》早期的一個書名。
2. 《風月寶鑑》是《紅樓夢》的初稿。
3. 《風月寶鑑》是曹雪芹早期的另外一部獨立的小說。